# Битка за манастир Осака
Битка за манастир Осака (јап. 石山合戦, енгл. Ishiyama Hongan-ji War) била је битка између Ода Нобунаге и Ико-ики секте, која се 1570. побунила против Нобунагине превласти. Утврђени манастир Ишијама Хонганџи у Осаки, престоница Ико-секте, капитулирао је након десетогодишње опсаде.

## Позадина
Након што је Ода Нобунага потукао господаре провинција Оми и Ечизен у бици код Анегаве (јуна 1570), поражени великаши из породица Азаи и Асакура склопили су савез са Кенњо Косом, поглаваром Ико-секте која је контролисала провинцију Кага и велике делове провинција Сецу, Изе, Микава и Кии, са великим бројем присталица међу сељацима у другим провинцијама. Престоница Ико-икија била је утврђени манастир Ишијама Хонганџи у Осаки (у провинцији Сецу), изграђен око 1540. на ушћу реке Кисо у залив Осака, на изврсном стратегијском положају у непосредној близини Кјота (у суседној провинцији Јамаширо) и луке Сакај, главног центра међународне трговине у Јапану  (у суседној провинцији Изуми). Одбрамбени положај манастира Ишијама Хонганџи био је одличан: са копна био је окружен реком и мочварама, подигнут на неколико острва у делти реке Кисо, а са мора је излазио на залив Осака у Уском мору, које је било под контролом флоте клана Мори, Нобунагиних непријатеља, господара западног Хоншуа и највеће поморске силе у Јапану.

## Ратне операције

### Почетак рата (1570)
Када је у лето 1570. Нобунага опсео присталице протераног клана Мијоши у провинцији Сецу у близини Осаке (око 8.000 ронина које су предводили Мијоши тријумвири и Саито Тацуоки), 13. септембра 1570. Ико-ики из Осаке су без објаве рата напали Нобунагину војску (око 30.000) са око 10-15.000 бораца и 3.000 пушака и натерали је на повлачење. У исто време, проповедници из Осаке подигли су на оружје вернике у провинцијама Сецу, Оми, Изе и Ечизен. Ојачани масама наоружаних верника, господари Азаи и Асакура су са 30.000 људи кренули на Кјото, али их је Нобунагина војска која се на време повукла од Осаке потиснула и опсела на планини Хиеи, где су им богати будистички манастири пружили уточиште. Пошто су монаси са планине Хиеи одбили Нобунагин ултиматум да предају побуњенике, опсада планине Хиеи је трајала све до зиме (септембар-децембар 1570), када је уз посредовање шогуна Ашикага Јошиакија склопљен мир (13. децембра). За то време Ико-ики из Нагашиме у провинцији Изе упали су у Овари и спалили пограничне замкове (том приликом је убијен Нобунагин млађи брат, Ода Нобуоки, 21. новембра 1570).

### Други поход и опсада(1576-1580)
После овог првог неуспешног сукоба са Ико-икијем из Осаке, Нобунага је оставио јаке посаде у неколико утврђења око манастира како би блокирао приступ са копна, али је наредних година био сувише заузет борбом на другим странама да би поново напао Осаку. Ипак, Нобунагини непријатељи постепено су поражени: 1573. потучени су шогун Ашикага Јошиаки, Азаи из Омија и Асакура из Ечизена, 1574. пао је манастир Нагашима, друго највеће упориште Ико-икија, а 1575. клан Такеда, најмоћнија сила источног Јапана, потучен је у бици код Нагашина.
До 1576. браниоци су окружили манастир Ишигама Хонганџи прстеном од 51 утврђења, брањених великим бројем пушака. Добивши најзад одрешене руке после победе код Нагашина, Ода Нобунага је у априлу 1576. упутио нову војску на Осаку - око 3.000 људи под командом Акечи Мицухиде-а и Араки Мунешиге-а, али овај напад одбијен је са лакоћом, испадом око 15.000 бранилаца. Нобунага је поново напао у мају, али је после жестоке борбе прса у прса, током које је потиснуо непријатеља до саме капије, рањен метком у ногу и поново присиљен на повлачење.
Жестина одбране принудила је Нобунагу да промени стратегију и усмери напад на спољашња упоришта Ико-икија, како би постепено изоловао престоницу. У низу похода уништио је Ико-ики упориште Сајга у провинцији Кии на југу, која је снабдевала Осаку са мора и помагала Нагашиму. Уз то послао је Тојотоми Хидејошија против монаха-ратника из Негоро-а у провинцији Кии, који су били ослабљени падом Нагашиме. Храм Негоро није уништен у овом нападу (Хидејоши га је освојио тек 1585), али је био довољно ослабљен да не представља препреку Нобунагиној опсади Осаке. Пресекавши тако помоћ споља, Нобунага је започео потпуну опсаду храма: његов адмирал Куки Јошитака опсео је Осаку са мора, али је надмоћна морнарица клана Мори пробила блокаду у бици на ушћу реке Кизу (августа 1576). Међутим, до 1578. Нобунагини гвоздени бродови наоружани топовима (португалски мисионари их описују као огромне једрењаке величине карака са по 3 топа кинеске производње, што је свеједно била новост у Јапану, где ратни бродови нису носили оружје изузев лукова и пушака посаде) успели су да пресеку снабдевање Осаке са мора, а Уесуги Кеншин, једини савезник Ико-секте који се могао мерити са Нобунагом, умро је исте године. Последњи извор подршке за браниоце Осаке, тврђава Мики, упориште клана Мори у суседној провинцији Харима, пала је 1580. Пошто су залихе хране пресушиле, заповедници тврђаве Кенњо Коса и Шимоцума Накајуки (1551-1616) пристали су на преговоре: у априлу 1580. примили су гласнике из Кјота са царским писмом (написаним на Нобунагин захтев) које им је понудило часну предају. Тако се тврђава Осака предала у августу 1580: иако је тврђава спаљена, сви преживели браниоци пуштени су на слободу, укључујући и вође, што је био чин необичне великодушности у ратовима оног времена.

## Последице
Пад манастира Ишијама Хонганџи и пад провинције Кага следеће године (1581) означио је крај Ико-икија као независне оружане и политичке силе у Јапану, али је њихова верска организација наставила да постоји. Опат Коса је послао своје вернике у помоћ Тојотоми Хидејошију у бици код Шизугатаке (1583) и заузврат је добио дозволу да обнови седиште секте у Кјоту (1589-1591) као храм Ниши Хонганџи. 1602. Токугава Ијејасу подигао је у Кјоту још један храм Ико-секте, под називом Хигаши Хонганџи. На месту уништеног храма Ишијама Хонганџи Тојотоми Хидејоши је 1590. подигао своју престоницу, замак Осака.